# Eparchia Kairu (syryjskokatolicka)
Eparchia Kairu – jednostka administracyjna Kościoła katolickiego obrządku syryjskiego, obejmująca cały Egipt. Powstała w 1965. 
Kontakty chrześcijan syryjskich z Egiptem sięgają starożytności, o czym świadczy np. klasztor syryjski Deir El-Surian pośród koptyjskich klasztorów w Wadi Natrun. Od czasu unii części syryjskich chrześcijan z Rzymem, pojawili się w Egipcie również członkowie Kościoła syryjsko-katolickiego. Byli to przede wszystkim emigranci ze Syrii i Mezopotamii, którzy począwszy od początków XIX wieku mieli już stałych duszpasterzy. W 1850 roku został wzniesiony kościół pod wezwaniem św. Eliasza w Kairze Muski, którego fundatorami byli Elie Dagha i Faragallah Mussali. Do 1965 roku katolicy syryjscy w Egipcie przynależeli administracyjnie do dwóch wikariatów (Kair, Aleksandria). Synod Kościoła Syryjsko-katolickiego z 1965 roku dokonał połączenia tych dwóch jednostek, w wyniku czego powstała diecezja syryjsko-katolicka w Kairze. Diecezja ta cieszy się prestiżem, mimo niezbyt dużej liczby wiernych. Wielu patriarchów syryjsko-katolickich składało wizytę tej wspólnocie (np. Michael Garueh, Antoni Semhery, Efrem Rahmani, patriarcha-kardynał Gabriel Tappuni i obecny patriarcha Ignacy Antoni II Hayek).
Lista wikariuszy patriarchalnych i biskupów diecezjalnych eparchii syryjsko-katolickiej w Kairze:
- Bazyli Kandalaft, 1895
- Ignacy Nuri, 1904–1913
- Rafael Gibri, 1914–1925
- Julian Behnan Kalian, 1925–1928
- Klemens Michael Bakkache, 1928–1958
- Rabula Yussuf Bakkache, 1958–1963
- Bazyli Piotr Habra, 1963–1977
- Bazyli Mussa Daud, 1977–1995
- Józef Hannouche, 1996

W latach dziewięćdziesiątych XX wieku Wspólnota syryjsko-katolicka w Egipcie liczyła ok. 2040 wiernych, oraz posiadała 4 duszpasterzy (wraz z biskupem) pracujących w kościele katedralnym i w dwóch innych kościołach. Na terenie diecezji działa rada konsultacyjna złożona ze świeckich, która zajmuje się finansami i administracją. Ponadto diecezja prowadzi towarzystwo dobroczynne, Legion Maryi, bezpłatną przychodnię lekarską Settena Mariam, oraz szkołę St. Michel w Dahe.

## Biskupi diecezjalni
- Basile Pierre Habra † (1965–1977)
- Basile Moussa Daoud † (1977–1994)
- Clément-Joseph Hannouche, † (1995–2020)
- Elie Joseph Warde, od 2022